# Liste des compagnies aériennes du Sénégal
 (mai 2021).
Si vous disposez d'ouvrages ou d'articles de référence ou si vous connaissez des sites web de qualité traitant du thème abordé ici, merci de compléter l'article en donnant les références utiles à sa vérifiabilité et en les liant à la section « Notes et références ».
 (novembre 2022).
Voici une liste des compagnies aériennes opérant actuellement au Sénégal.
| Compagnie aérienne | Image | IATA | OACI | Indicatif d'appel | Depuis | Remarques |
| ------------------ | ----- | ---- | ---- | ----------------- | ------ | --------- |
| Air Sénégal        |       | HC   | SZN  | Sensa             | 2018   |           |
| Transair           |       | R2   | GTS  |                   | 2010   |           |
| Cargo Air Turbot   |       |      | TAC  | Turbot            | 2003   |           |

## Voir également
- Liste des compagnies aériennes